# Przypisówka
Przypisówka (prononciation : [pʂɨpiˈsufka]) est un village polonais de la gmina de Firlej dans le powiat de Lubartów de la voïvodie de Lublin dans l'est de la Pologne.
Il se situe à environ 5 kilomètres à l'est de Firlej (siège de la gmina), 10 kilomètres au nord de Lubartów (siège du powiat) et 34 kilomètres au nord de Lublin (capitale de la voïvodie).
Le village comptait approximativement une population de 530 habitants en 2006.

## Histoire
De 1975 à 1998, le village est attaché administrativement à l'ancienne Voïvodie de Lublin.

Depuis 1999, il fait partie de la nouvelle voïvodie de Lublin.